# Daimiel
Daimiel este un oraș din Spania, situat în provincia Ciudad Real din comunitatea autonomă Castilia-La Mancha. Are o populație de 17.621 de locuitori.

## Personalități născute aici
- Agustín Díaz de Mera García Consuegra (n. 1947), om politic, europarlamentar.

1. ↑  Nomenclátor Geográfico de Municipios y Entidades de Población (20240402 edition)